# Dinamarca al Festival de la Cançó d'Eurovisió
Dinamarca ha competit al Festival de la Cançó d'Eurovisió des del 1957 fins a 1966 i des de 1978 fins al dia d'avui. En els primers anys, Dinamarca va obtenir gairebé sempre bons resultats i la seva primera victòria al 1963 amb la cançó «Dansevise». Això no obstant, entre finals de la dècada de 1960 i 1970 fins a 1978, Dinamarca no va participar en el festival.
En 1984, 1986, 1987, 1988 i 1989, Dinamarca va mantenir la seva ratxa de bons resultats després del retorn al concurs. Els anys noranta van ser més aviat dolents per al país, que es va perdre tres edicions (1994, 1996, 1998) a causa de la suma de mals resultats. Les excepcions es van produir en 1990, 1995 i 1999.
La segona victòria danesa va ser al 2000, quan els Olsen Brothers, que desafiant els pronòstics (no eren tan joves com la resta dels competidors i només un duet masculí havia guanyat abans) van vèncer amb «Fly on the Wings of Love». La victòria dels Olsen ha estat la millor puntuació obtinguda per Dinamarca fins aquest moment, 195 punts. El festival de 2001 es va organitzar al seu país i a més de causar expectació va comptar amb les col·laboracions d'Aqua i Safri Duo en les actuacions intermèdies d'obertura i durant el període de votacions. Aquell any, Dinamarca va quedar segona, només per darrere d'Estònia.
Des de llavors, els danesos han competit amb distinció i recentment van aconseguir un tercer lloc en la semifinal del 2005 amb Jakob Sveistrup i «Talking To You». El mateix any, Copenhaguen va rebre l'esdeveniment Congratulations, l'especial pel 50 aniversari del festival.
Cada any es desenvolupa un festival musical anomenat Dansk Melodi Grand Prix, el vencedor del qual és el representant del país a Eurovisió. Tommy Seebach i els Hot Eyes han vençut en tres ocasions el concurs i van representar tantes vegades al país.
Al festival del 2007, Dinamarca apostava per un drag queen denominat DQ, la qual va ser la primera vegada que el país danès apostava per una cançó amb uns cànons totalment diferents als quals generalment havia presentat en el festival. No obstant això, no van aconseguir passar a la final, i aconseguir un no gaire bon resultat a la semifinal: la dissetena posició.
Finalment, en 2008, els danesos van apostar per una cançó estil anys 20 que va aconseguir una gran acceptació entre el públic i que en la semifinal va ocupar la tercera posició per darrere de les favorites Ucraïna i Portugal, empatada en punts amb Croàcia. No obstant això, a la final no va ser afortunada i va quedar en la 15a posició per darrere d'Islàndia i Letònia, països nòrdics que a la semifinal van quedar en una pitjor posició que Dinamarca. A pesar de ser una cançó animada i amb molta coreografia (el cantant estava tota l'estona ballant) i no aconseguir una bona posició a la final, molts comentaristes, cantants i altres van indicar que si aquesta cançó s'hagués enviat als anys 90, possiblement hauria estat en les primeres posicions del festival, si no hi hagués probablement guanyat.
Al 2010, va aconseguir un meritori 4t lloc amb la cançó «In a moment like this» de Chanée i N'evergreen, i al 2011 va seguir al top 5, però aquesta vegada en un 5è lloc amb el grup A Friend in London i la cançó «New tomorrow». En tots dos anys, les apostes afavorien aquest país.
L'última victòria danesa va ser al 2013, amb la cançó "Only teardrops", interpretada per Emmelie de Forest, amb 281 punts i un marge de 53 punts respecte a l'Azerbaidjan, país que va acabar en 2a posició, el qual va ser el major marge i major puntuació de Dinamarca de tota la història del certamen.
En 2014, va ser l'amfitriona del festival a Copenhaguen, on va aconseguir el 9è lloc amb Basim i la seva «Cliché Love Song» sense passar per la semifinal. Al 2015, van enviar el grup Anti Social Media amb un tema retro anomenat «The way you are», el qual no aconseguí passar a la final després de quedar en la 13a posició amb 33 punts. En 2016, van seguir per segon any amb la temàtica de les Boy Bands, però aquest any van tenir un resultat encara pitjor, ja que van acabar en 17è lloc a la seva semifinal amb «Soldiers of Love» de Lighthouse X. Els tres anys posteriors, Anja Nissen, Rasmussen i Leonora van aconseguir passar a la final, amb una 20a, una 9a i una 12a posició, respectivament.
En un total de 25 ocasions, Dinamarca ha aconseguit estar al TOP-10 de la gran final.

## Participacions
Llegenda
| Any                                   | Seu                | Artista                        | Cançó                              | Final                | Punts                | Semifinal                   | Punts                       |
| ------------------------------------- | ------------------ | ------------------------------ | ---------------------------------- | -------------------- | -------------------- | --------------------------- | --------------------------- |
| 1957                                  | Frankfurt del Main | Birthe Wilke i Gustav Winckler | «Skibet skal sejle i nat»          | 3                    | 10                   | No va haver-hi semifinals   | No va haver-hi semifinals   |
| 1958                                  | Hilversum          | Raquel Rastenni                | «Jeg rev et blad ud af min dagbog» | 8                    | 3                    | No va haver-hi semifinals   | No va haver-hi semifinals   |
| 1959                                  | Canes              | Birthe Wilke                   | «Uh, jeg ville ønske jeg var dig»  | 5                    | 12                   | No va haver-hi semifinals   | No va haver-hi semifinals   |
| 1960                                  | Londres            | Katy Bødtger                   | «Det var en yndig tid»             | 10                   | 4                    | No va haver-hi semifinals   | No va haver-hi semifinals   |
| 1961                                  | Canes              | Dario Campeotto                | «Angelique»                        | 5                    | 12                   | No va haver-hi semifinals   | No va haver-hi semifinals   |
| 1962                                  | Luxemburg          | Ellen Winther                  | «Vuggevise»                        | 10                   | 2                    | No va haver-hi semifinals   | No va haver-hi semifinals   |
| 1963                                  | Londres            | Grethe i Jørgen Ingmann        | «Dansevise»                        | 1                    | 42                   | No va haver-hi semifinals   | No va haver-hi semifinals   |
| 1964                                  | Copenhaguen        | Bjørn Tidmand                  | «Sangen om dig»                    | 9                    | 4                    | No va haver-hi semifinals   | No va haver-hi semifinals   |
| 1965                                  | Nàpols             | Birgit Brüel                   | «For din skyld»                    | 7                    | 10                   | No va haver-hi semifinals   | No va haver-hi semifinals   |
| 1966                                  | Luxemburg          | Ulla Pia                       | «Stop - mens legen er go'»         | 14                   | 4                    | No va haver-hi semifinals   | No va haver-hi semifinals   |
| No hi va participar entre 1967 i 1977 |                    |                                |                                    |                      |                      |                             |                             |
| 1978                                  | París              | Mabel                          | «Boom Boom»                        | 16                   | 13                   | No va haver-hi semifinals   | No va haver-hi semifinals   |
| 1979                                  | Jerusalem          | Tommy Seebach                  | «Disco Tango»                      | 6                    | 76                   | No va haver-hi semifinals   | No va haver-hi semifinals   |
| 1980                                  | La Haia            | Bamses Venner                  | «Tænker altid på dig»              | 14                   | 25                   | No va haver-hi semifinals   | No va haver-hi semifinals   |
| 1981                                  | Dublín             | Tommy Seebach & Debbie Cameron | «Krøller eller ej»                 | 11                   | 41                   | No va haver-hi semifinals   | No va haver-hi semifinals   |
| 1982                                  | Harrogate          | Brixx                          | «Video, Video»                     | 17                   | 5                    | No va haver-hi semifinals   | No va haver-hi semifinals   |
| 1983                                  | Múnic              | Gry Johansen                   | «Kloden drejer»                    | 17                   | 16                   | No va haver-hi semifinals   | No va haver-hi semifinals   |
| 1984                                  | Luxemburg          | Hot Eyes                       | «Det' lige det»                    | 4                    | 101                  | No va haver-hi semifinals   | No va haver-hi semifinals   |
| 1985                                  | Göteborg           | Hot Eyes                       | «Sku' du spørg' fra no'en?»        | 11                   | 41                   | No va haver-hi semifinals   | No va haver-hi semifinals   |
| 1986                                  | Bergen             | Lise Haavik                    | «Du er fuld af løgn»               | 6                    | 77                   | No va haver-hi semifinals   | No va haver-hi semifinals   |
| 1987                                  | Brussel·les        | Anne Cathrine Herdorf & Bandjo | «En lille melodi»                  | 5                    | 83                   | No va haver-hi semifinals   | No va haver-hi semifinals   |
| 1988                                  | Dublín             | Hot Eyes                       | «Ka' du es hva' jeg sa'?»          | 3                    | 92                   | No va haver-hi semifinals   | No va haver-hi semifinals   |
| 1989                                  | Lausana            | Birthe Kjær                    | «Vi maler byen rød»                | 3                    | 111                  | No va haver-hi semifinals   | No va haver-hi semifinals   |
| 1990                                  | Zagreb             | Lonnie Devantier               | «Hallo Hallo»                      | 8                    | 64                   | No va haver-hi semifinals   | No va haver-hi semifinals   |
| 1991                                  | Roma               | Anders Frandsen                | «Lige der hvor hjertet slår»       | 19                   | 8                    | No va haver-hi semifinals   | No va haver-hi semifinals   |
| 1992                                  | Malmö              | Lotte Nilsson & Kenny Lübcke   | «Alt det som ingen ser»            | 12                   | 47                   | No va haver-hi semifinals   | No va haver-hi semifinals   |
| 1993                                  | Millstreet         | Tommy Seebach                  | «Under stjernerne på himlen»       | 22                   | 9                    | Kvalifikacija za Millstreet | Kvalifikacija za Millstreet |
| No hi va participar en 1994           |                    |                                |                                    |                      |                      |                             |                             |
| 1995                                  | Dublín             | Aud Wilken                     | «Fra Mols til Skagen»              | 5                    | 92                   | No va haver-hi semifinals   | No va haver-hi semifinals   |
| 1996                                  | Oslo               | Dorthe Andersen i Martin Loft  | «Kun med dig»                      | No es va classificar | No es va classificar | 25                          | 22                          |
| 1997                                  | Dublín             | Kølig Kaj                      | «Stemmen i mit liv»                | 16                   | 25                   | No va haver-hi semifinals   | No va haver-hi semifinals   |
| No hi va participar en 1998           |                    |                                |                                    |                      |                      |                             |                             |
| 1999                                  | Jerusalem          | Michael Teschl & Trine Jepsen  | «This time I mean it»              | 8                    | 71                   | No va haver-hi semifinals   | No va haver-hi semifinals   |
| 2000                                  | Estocolm           | Olsen Brothers                 | «Fly on the wings of love»         | 1                    | 195                  | No va haver-hi semifinals   | No va haver-hi semifinals   |
| 2001                                  | Copenhaguen        | Rollo & King                   | «Never ever let you go»            | 2                    | 177                  | No va haver-hi semifinals   | No va haver-hi semifinals   |
| 2002                                  | Tallinn            | Malene                         | «Tell me who you are»              | 24                   | 7                    | No va haver-hi semifinals   | No va haver-hi semifinals   |
| No hi va participar en 2003           |                    |                                |                                    |                      |                      |                             |                             |
| 2004                                  | Istanbul           | Tomas Thordarson               | «Shame on you»                     | No es va classificar | No es va classificar | 13                          | 56                          |
| 2005                                  | Kíev               | Jakob Sveistrup                | «Talking to You»                   | 9                    | 125                  | 3                           | 185                         |
| 2006                                  | Atenes             | Sidsel Ben Semmane             | «Twist of Love»                    | 18                   | 26                   | Top 11 de l'any anterior    | Top 11 de l'any anterior    |
| 2007                                  | Hèlsinki           | DQ                             | «Drama Queen»                      | No es va classificar | No es va classificar | 19                          | 45                          |
| 2008                                  | Belgrad            | Simon Mathew                   | «All night long»                   | 15                   | 60                   | 3                           | 112                         |
| 2009                                  | Moscou             | Niels Brinck                   | «Believe again»                    | 13                   | 74                   | 8                           | 69                          |
| 2010                                  | Oslo               | Chanée & N'evergreen           | «In a moment like this»            | 4                    | 149                  | 5                           | 101                         |
| 2011                                  | Düsseldorf         | A Friend in London             | «A new tomorrow»                   | 5                    | 134                  | 2                           | 135                         |
| 2012                                  | Bakú               | Soluna Samay                   | «Should've Known Better»           | 23                   | 21                   | 9                           | 63                          |
| 2013                                  | Malmö              | Emmelie de Forest              | «Only teardrops»                   | 1                    | 281                  | 1                           | 167                         |
| 2014                                  | Copenhaguen        | Basim                          | «Cliché love song»                 | 9                    | 74                   | País amfitrió               | País amfitrió               |
| 2015                                  | Viena              | Anti Social Media              | «The Way You Are»                  | No es va classificar | No es va classificar | 13                          | 33                          |
| 2016                                  | Estocolm           | Lighthouse X                   | «Soldiers of Love»                 | No es va classificar | No es va classificar | 17                          | 34                          |
| 2017                                  | Kíev               | Anja Nissen                    | «Where I Am»                       | 20                   | 77                   | 10                          | 101                         |
| 2018                                  | Lisboa             | Rasmussen                      | «Higher Ground»                    | 9                    | 226                  | 5                           | 204                         |
| 2019                                  | Tel-Aviv           | Leonora                        | «Love is forever»                  | 12                   | 120                  | 10                          | 94                          |
| 2020                                  | Rotterdam          | Ben & Tan                      | «Yes»                              | Festival cancel·lat  | Festival cancel·lat  | Festival cancel·lat         | Festival cancel·lat         |
| 2021                                  | Rotterdam          | Fyr og Flamme                  | «Øve os på hinanden»               | No es va classificar | No es va classificar | 11                          | 89                          |
| 2022                                  | Torí               | Reddi                          | «The Show»                         | No es va classificar | No es va classificar | 13                          | 55                          |
| 2023                                  | Liverpool          | Reiley                         | «Breaking My Heart»                | No es va classificar | No es va classificar | 14                          | 6                           |
| 2024                                  | Malmö              | Saba                           | «Sand»                             | No es va classificar | No es va classificar | 12                          | 36                          |
| 2025                                  | Basilea            | Sissal                         | «Hallucination»                    | 23                   | 47                   | 8                           | 61                          |
| 2026                                  | Àustria            |                                |                                    |                      |                      |                             |                             |

## Festivals organitzats a Dinamarca
Llegenda
| Edició                                                   | Ciutat seu  | Localització       | Presentandors                            |
| -------------------------------------------------------- | ----------- | ------------------ | ---------------------------------------- |
| Festival de la Cançó d'Eurovisió 1964                    | Copenhaguen | Tivolis Koncertsal | Lotte Wæveure                            |
| Festival de la Cançó d'Eurovisió 2001                    | Copenhaguen | Parken Stadium     | Natasja Crone Back i Søren Pilmark       |
| Congratulations: 50 years of the Eurovision Song Contest | Copenhaguen | Forum Copenhagen   | Katrina Leskanich i Renārs Kaupers       |
| Festival de la Cançó d'Eurovisió 2014                    | Copenhaguen | B&amp;W Hallerne   | Lise Rønne, Nikolaj Koppel i Pilou Asbæk |

## Votació de Dinamarca
Fins a 2019, la votació de Dinamarca ha estat:
| Més punts atorgats només en la gran final | Més punts atorgats només en la gran final | Més punts atorgats només en la gran final |
| Pos.                                      | País                                      | Punts                                     |
| ----------------------------------------- | ----------------------------------------- | ----------------------------------------- |
| 1                                         | Suècia                                    | 349                                       |
| 2                                         | Alemanya                                  | 193                                       |
| 3                                         | Noruega                                   | 170                                       |
| 4                                         | Regne Unit                                | 153                                       |
| 5                                         | Irlanda                                   | 136                                       |

| Més puntos atorgats en semifinals i final | Més puntos atorgats en semifinals i final | Més puntos atorgats en semifinals i final |
| Pos.                                      | País                                      | Punts                                     |
| ----------------------------------------- | ----------------------------------------- | ----------------------------------------- |
| 1                                         | Suècia                                    | 449                                       |
| 2                                         | Noruega                                   | 277                                       |
| 3                                         | Alemanya                                  | 193                                       |
| 4                                         | Països Baixos                             | 192                                       |
| 5                                         | Irlanda                                   | 187                                       |

| Més punts rebuts només en la final | Més punts rebuts només en la final | Més punts rebuts només en la final |
| Pos.                               | País                               | Punts                              |
| ---------------------------------- | ---------------------------------- | ---------------------------------- |
| 1                                  | Noruega                            | 221                                |
| 2                                  | Suècia                             | 214                                |
| 3                                  | Islàndia                           | 198                                |
| 4                                  | Països Baixos                      | 142                                |
| 5                                  | Regne Unit                         | 135                                |

| Més punts rebuts en semifinals i final | Més punts rebuts en semifinals i final | Més punts rebuts en semifinals i final |
| Pos.                                   | País                                   | Punts                                  |
| -------------------------------------- | -------------------------------------- | -------------------------------------- |
| 1                                      | Noruega                                | 307                                    |
| 1                                      | Suècia                                 | 307                                    |
| 3                                      | Islàndia                               | 248                                    |
| 4                                      | Països Baixos                          | 218                                    |
| 5                                      | Irlanda                                | 195                                    |

## 12 punts
- Dinamarca ha donat 12 punts a:

### Final (1975 - 2003)
| Any                                   | País                                  | Any                         | País                        | Any                                         | País                                        |
| ------------------------------------- | ------------------------------------- | --------------------------- | --------------------------- | ------------------------------------------- | ------------------------------------------- |
| No hi va participar entre 1975 i 1977 | No hi va participar entre 1975 i 1977 | 1986                        | Irlanda                     | 1995                                        | Suècia                                      |
| 1978                                  | Espanya                               | 1987                        | Alemanya                    | No es va classificar per a la final de 1996 | No es va classificar per a la final de 1996 |
| 1979                                  | Alemanya                              | 1988                        | Iugoslàvia                  | 1997                                        | Regne Unit                                  |
| 1980                                  | Irlanda                               | 1989                        | Suècia                      | No va participar en el 1998                 | No va participar en el 1998                 |
| 1981                                  | Irlanda                               | 1990                        | Suïssa                      | 1999                                        | Islàndia                                    |
| 1982                                  | Alemanya                              | 1991                        | Suècia                      | 2000                                        | Islàndia                                    |
| 1983                                  | Iugoslàvia                            | 1992                        | Regne Unit                  | 2001                                        | Malta                                       |
| 1984                                  | Suècia                                | 1993                        | França                      | 2002                                        | Malta                                       |
| 1985                                  | Noruega                               | No va participar en el 1994 | No va participar en el 1994 | No va participar en el 2003                 | No va participar en el 2003                 |

| Any  | País                 | Any  | País          |
| ---- | -------------------- | ---- | ------------- |
| 2004 | Bòsnia i Hercegovina | 2010 | Suècia        |
| 2005 | Noruega              | 2011 | Suècia        |
| 2006 | Suècia               | 2012 | Rússia        |
| 2007 | Hongria              | 2013 | Rússia        |
| 2008 | Suècia               | 2014 | Països Baixos |
| 2009 | Noruega              | 2015 | Bèlgica       |

| Any  | Jurat     | Televot  |
| ---- | --------- | -------- |
| 2016 | Austràlia | Bèlgica  |
| 2017 | Noruega   | Bulgària |
| 2018 | Austràlia | Noruega  |
| 2019 | Suècia    | Noruega  |
| 2021 |           |          |

| Any  | País      | Any  | País     |
| ---- | --------- | ---- | -------- |
| 2004 | Suècia    | 2010 | Alemanya |
| 2005 | Noruega   | 2011 | Irlanda  |
| 2006 | Finlàndia | 2012 | Suècia   |
| 2007 | Suècia    | 2013 | Noruega  |
| 2008 | Islàndia  | 2014 | Suècia   |
| 2009 | Noruega   | 2015 | Suècia   |

| Any  | Jurat    | Televot  |
| ---- | -------- | -------- |
| 2016 | Ucraïna  | Suècia   |
| 2017 | Suècia   | Suècia   |
| 2018 | Alemanya | Alemanya |
| 2019 | Suècia   | Noruega  |
| 2021 |          |          |

## Galeria d'imatges

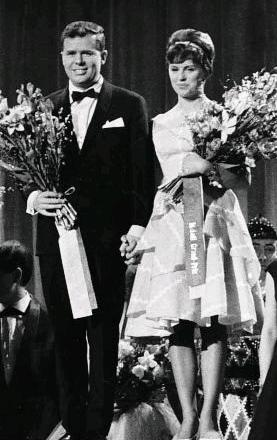
Grethe i Jørgen Ingmann, guanyadors del Festival de 1963
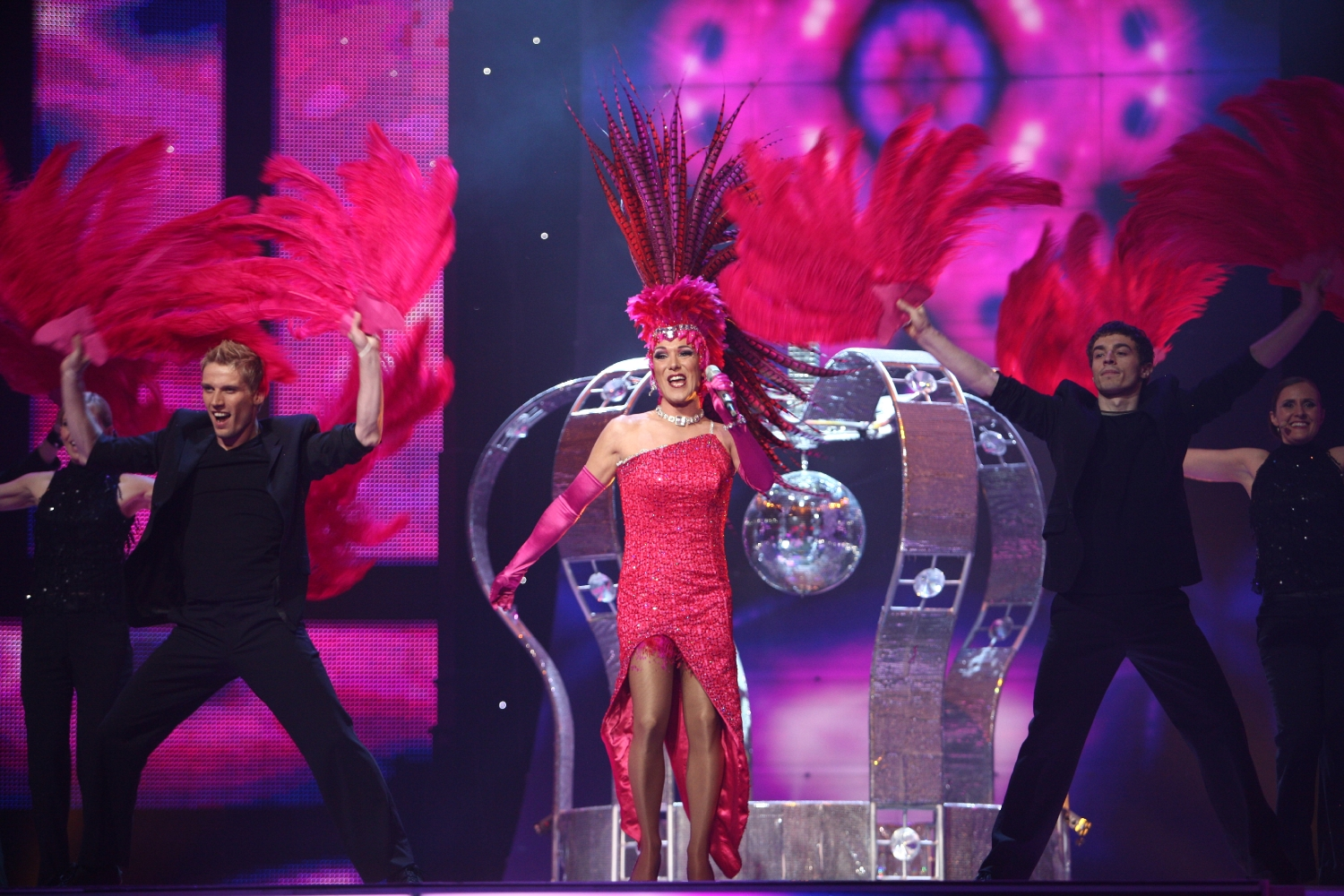
DQ a Hèlsinki (2007)
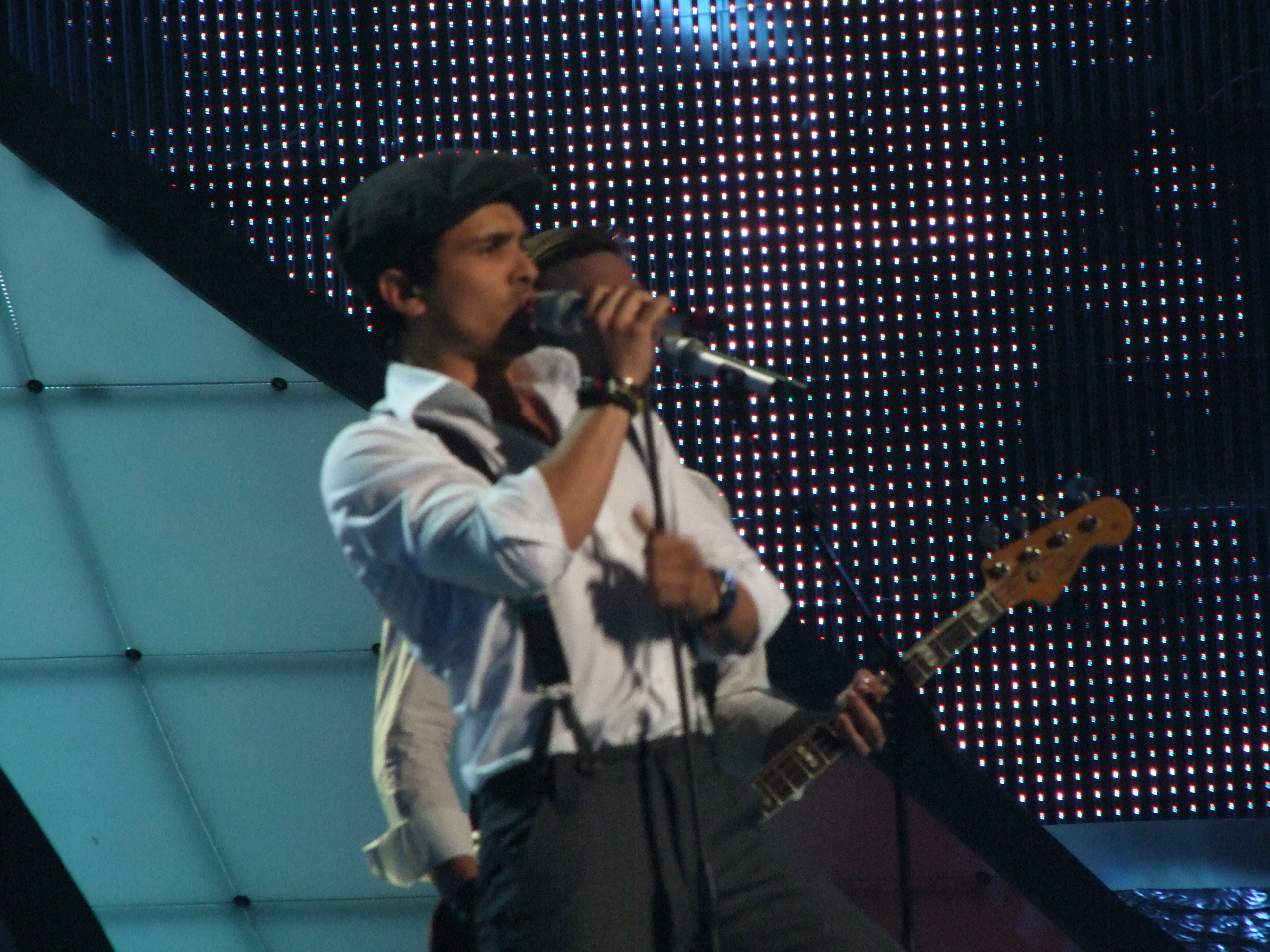
Simon Mathew a Belgrad (2008)
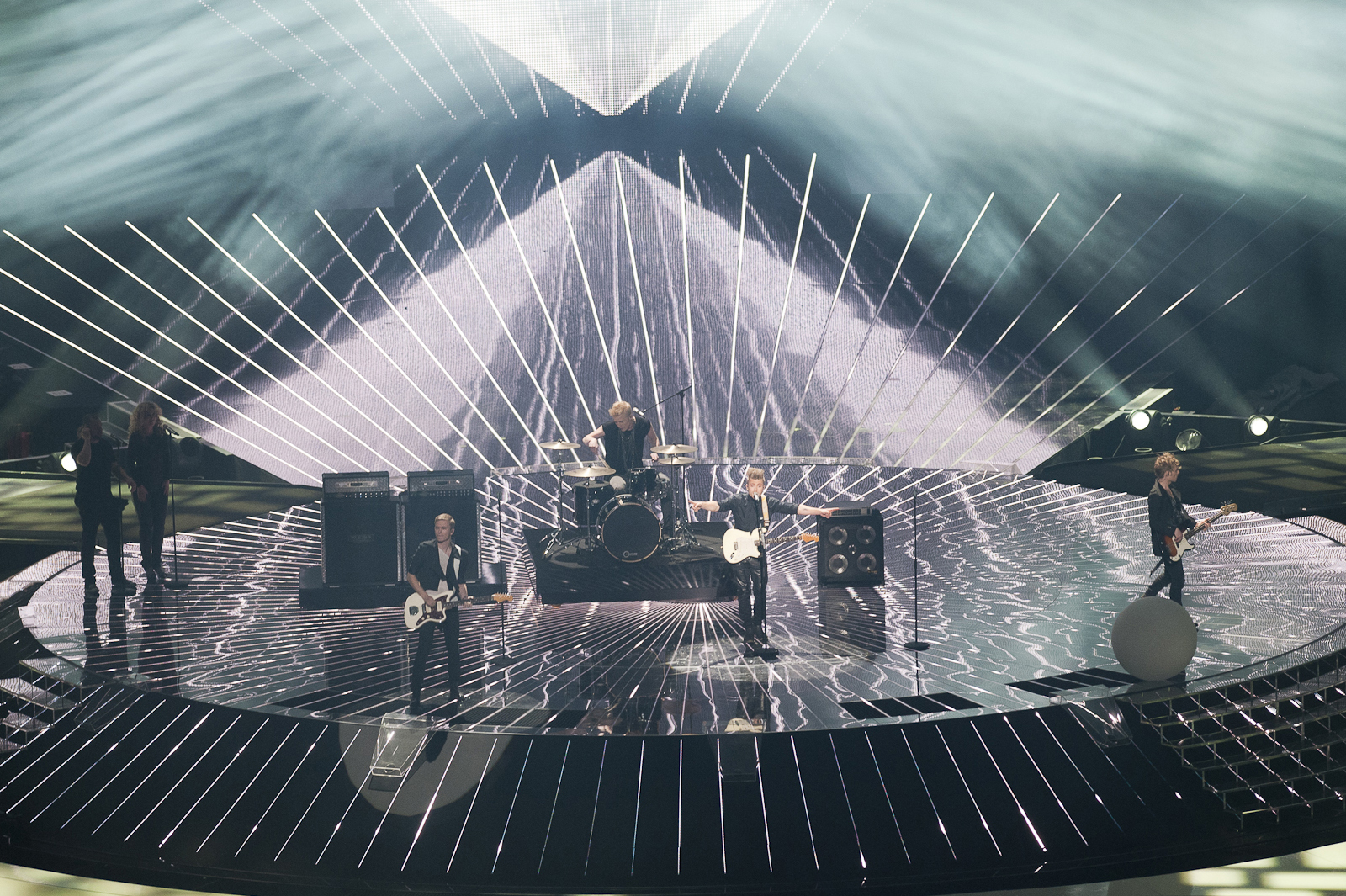
A Friend in London a Düsseldorf (2011)
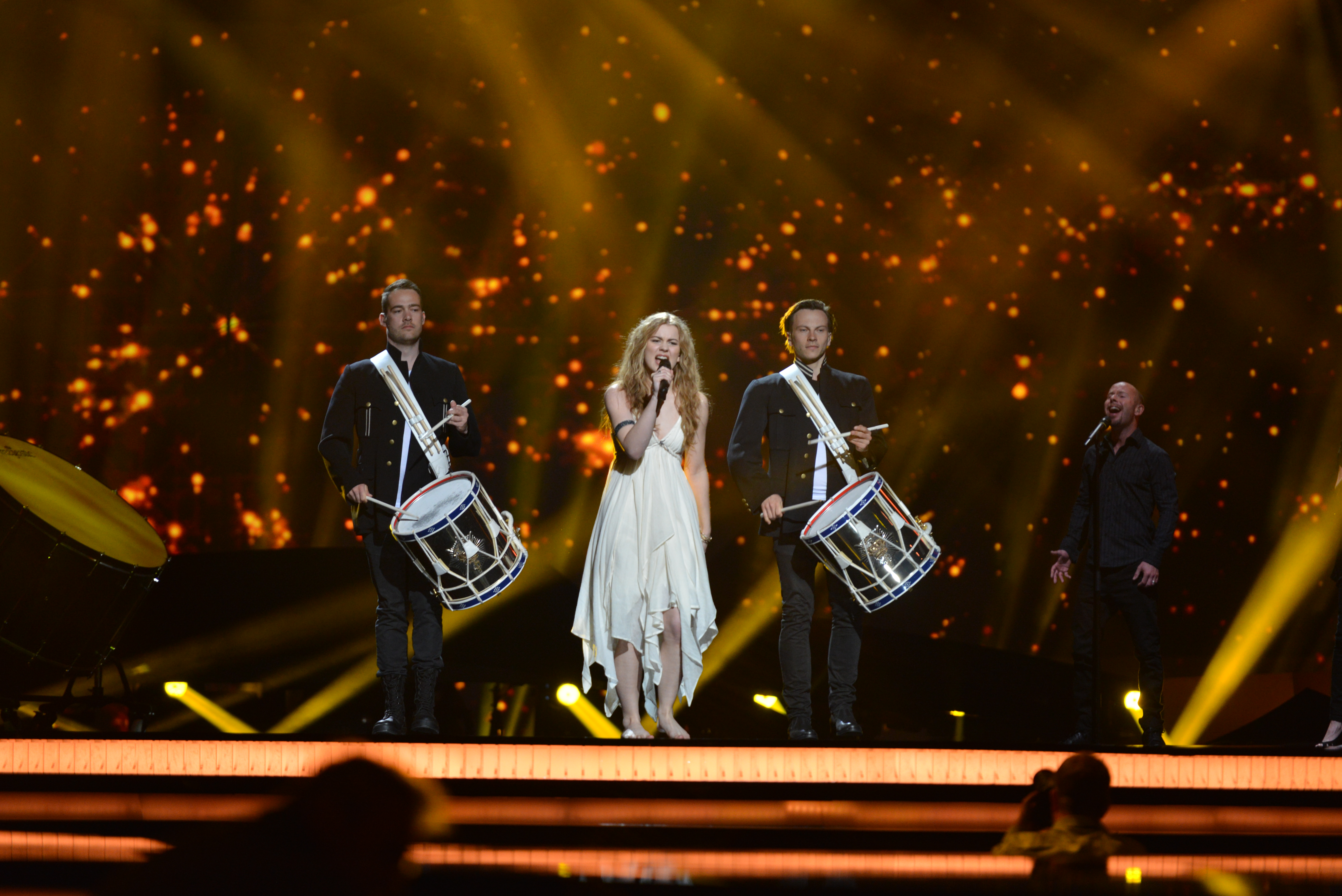
Emmelie de Forest, guanyadora a Malmö al 2013
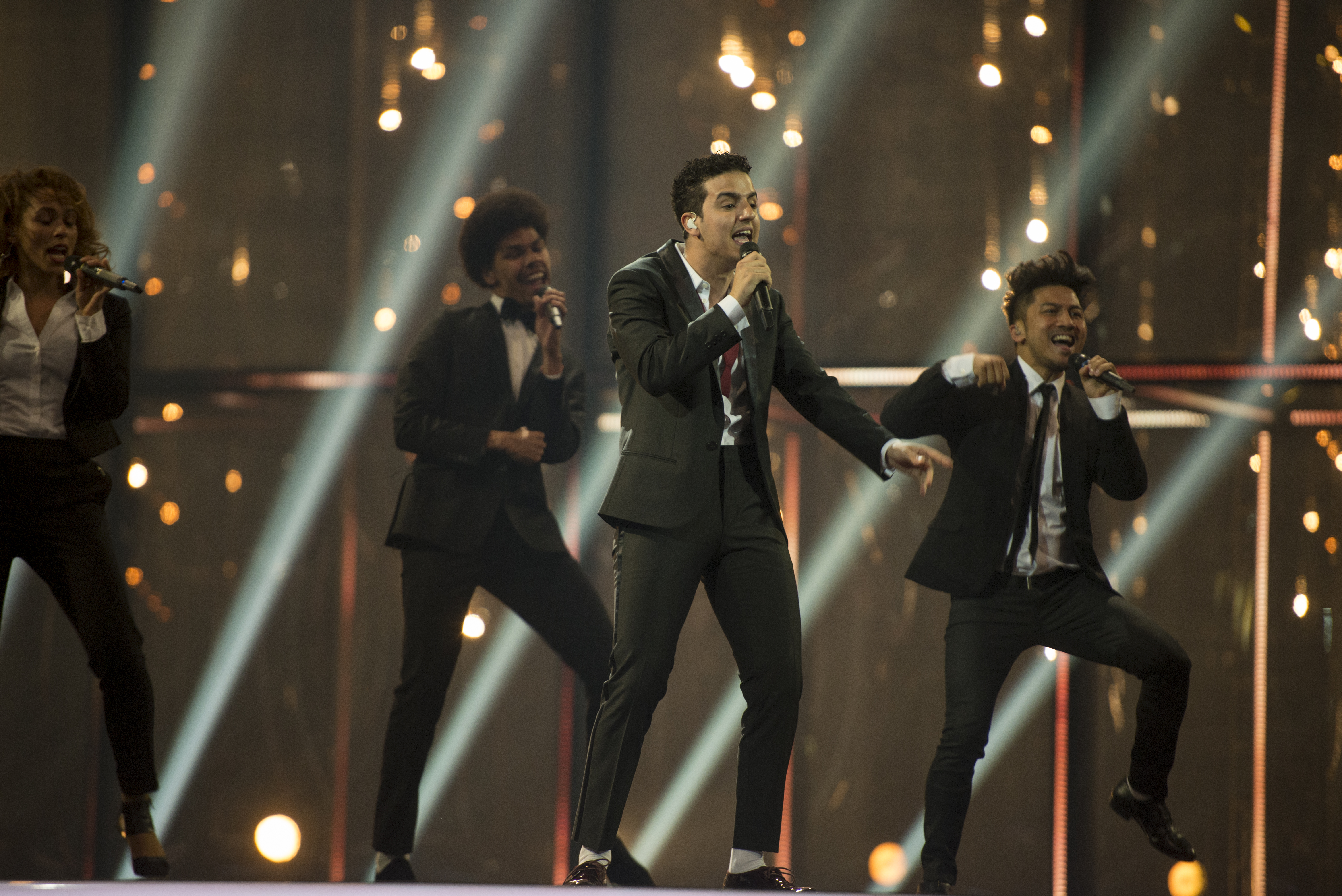
Basim a Copenhague (2014)
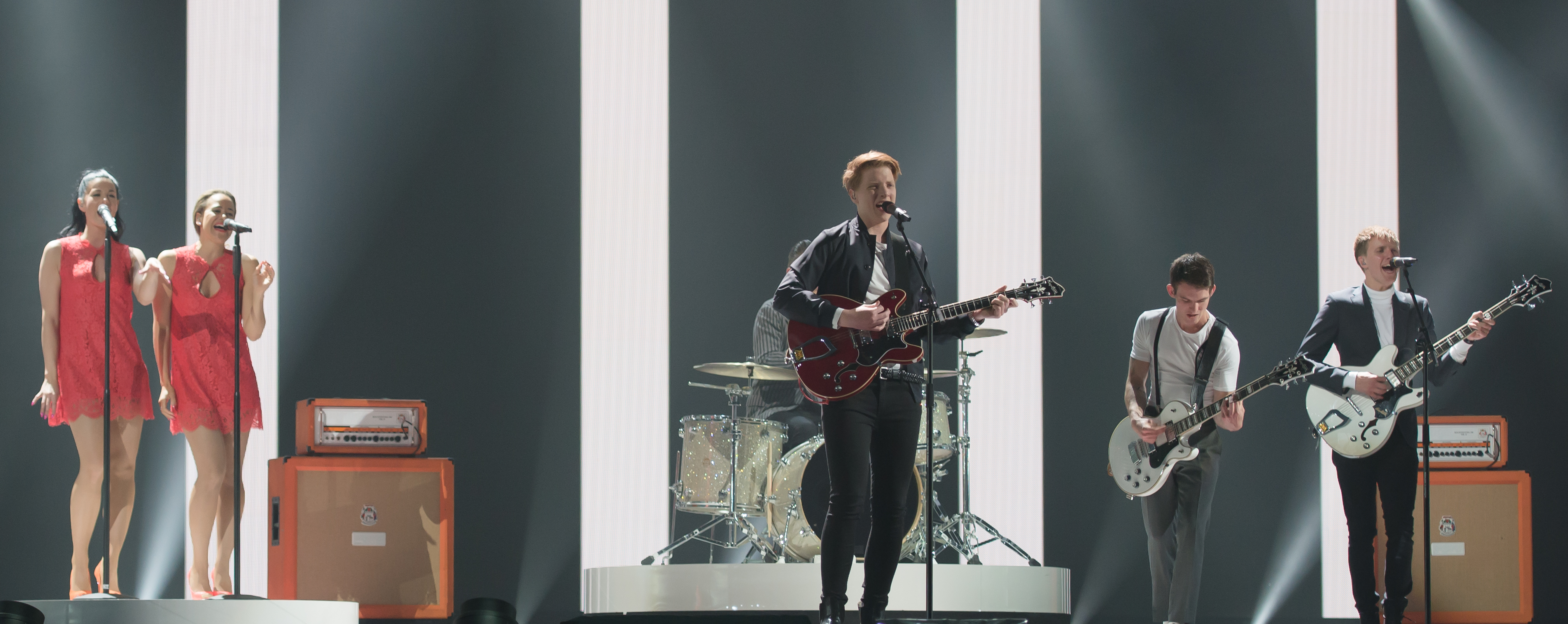
Anti Social Media a Viena (2015)
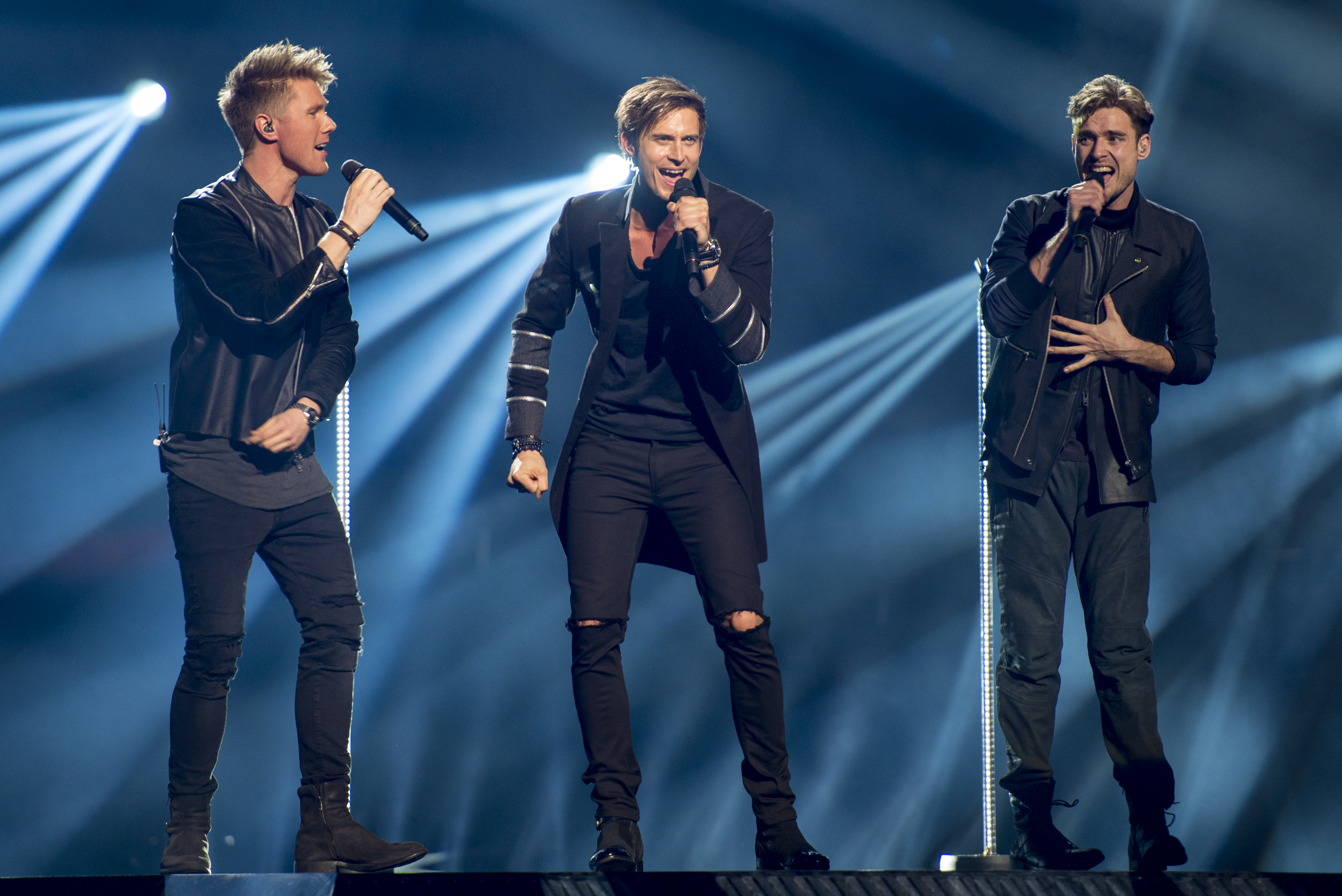
Lighthouse X a Estocolm (2016)
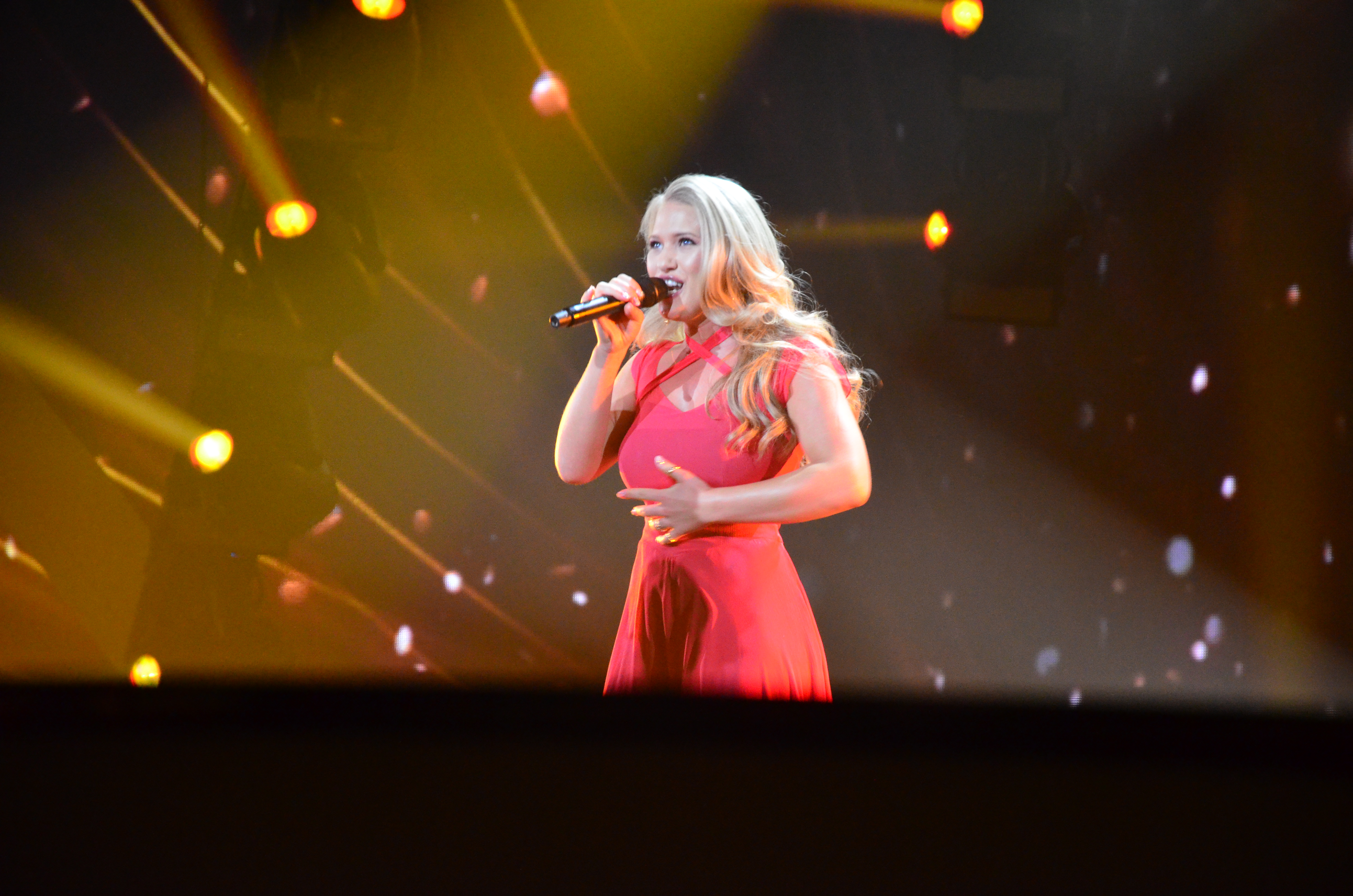
Anja Nissen a Kíev (2017)
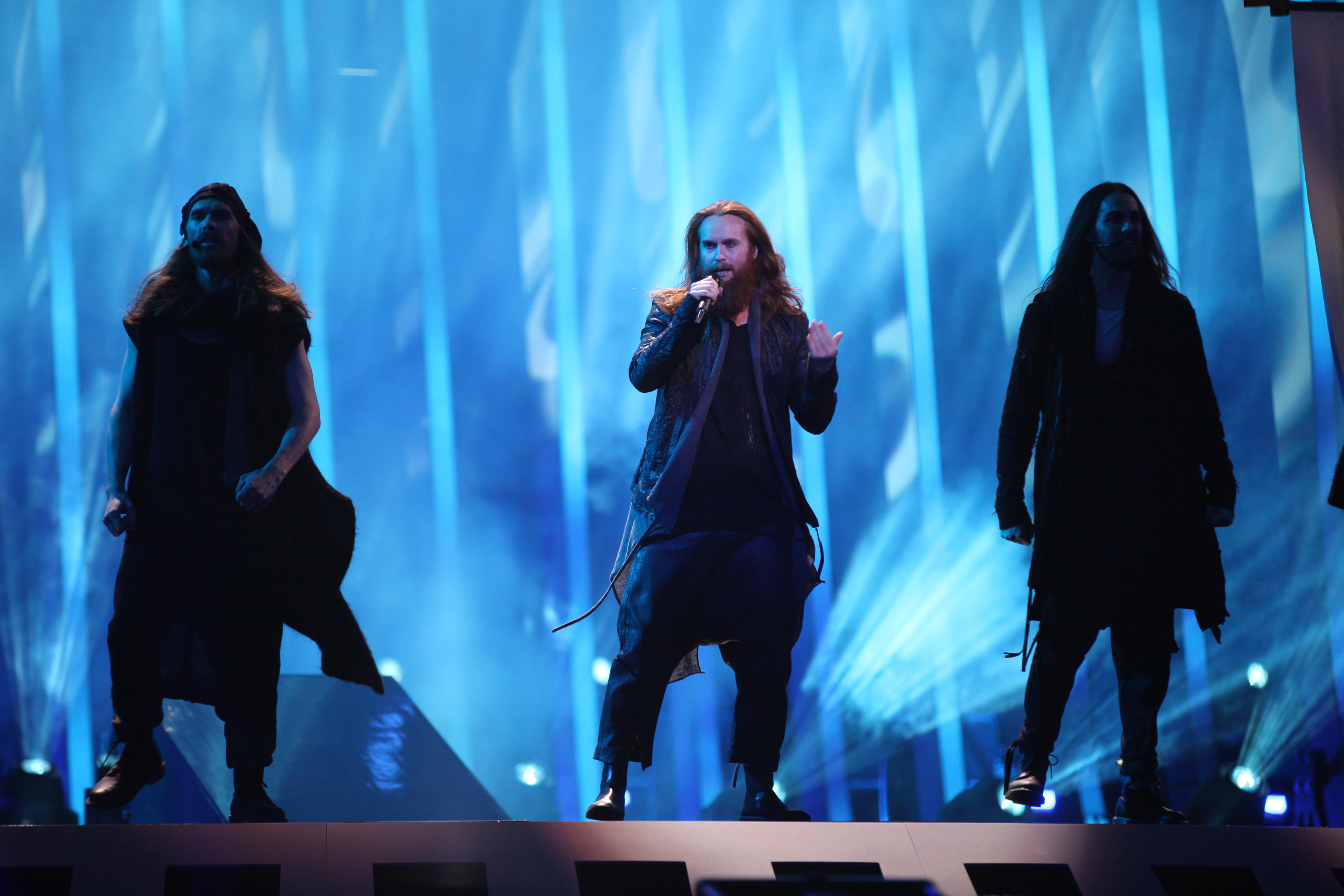
Rasmussen a Lisboa (2018)
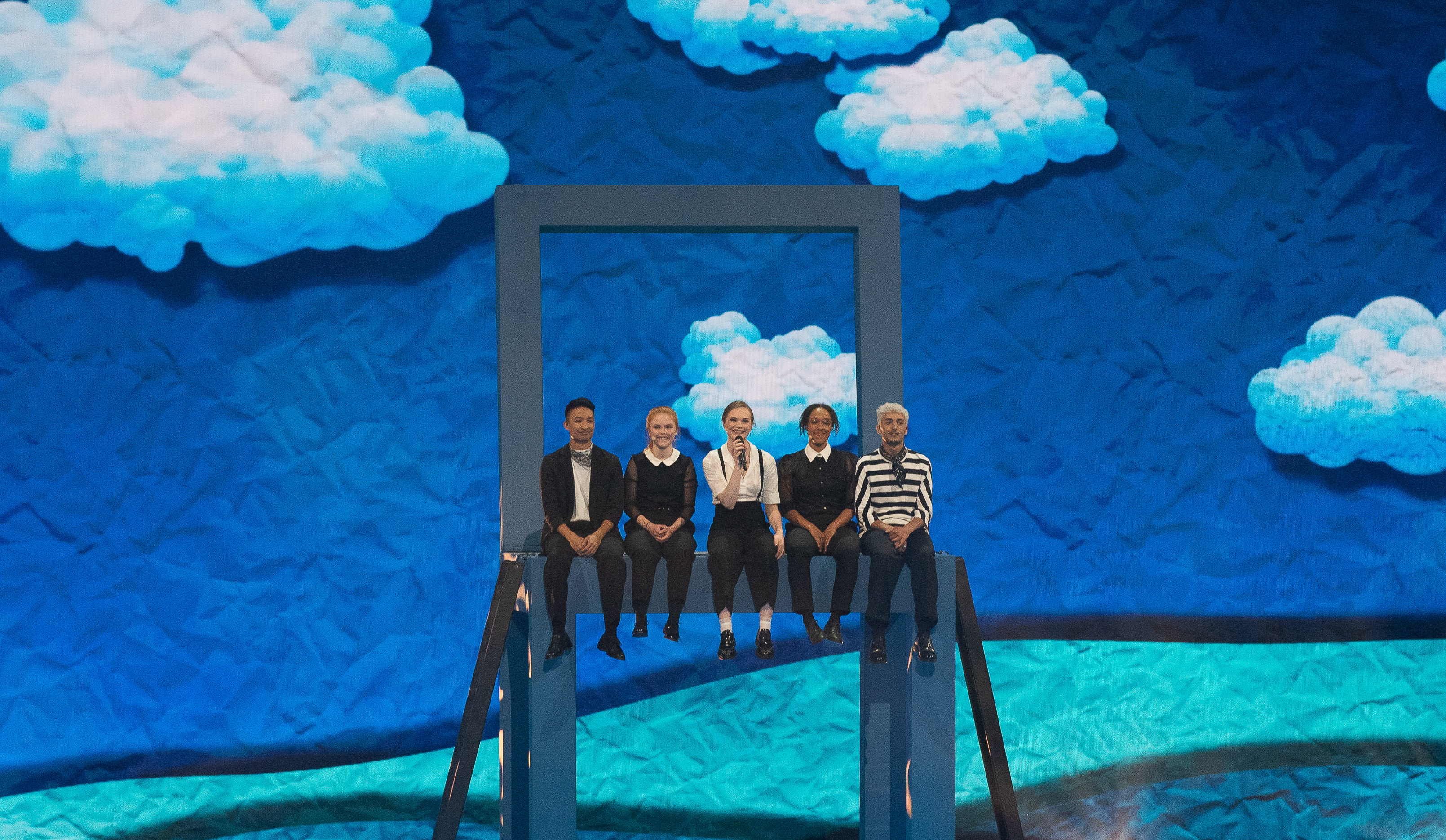
Leonora a Tel-Aviv (2019)